# Студенок (Орловская область)
Студенок — село в Троснянском районе Орловской области России. Входит в состав Пенновского сельского поселения. Население 39 человек (2010).

## География
Деревня находится в южной части Орловщины, в лесостепной зоне, в пределах центральной части Среднерусской возвышенности, на ручье, впадающем в речку Белый Немёд.

## Климат
Климат характеризуется как умеренно континентальный с умеренно морозной зимой и тёплым летом. Средняя многолетняя температура самого холодного месяца (января), составляет −9,7°С, температура самого тёплого (июля) — +19°С. Среднегодовое количество атмосферных осадков — 540 мм.

## Население
| 2010 |
| ---- |
| 39   |

### Национальный состав
Согласно результатам переписи 2002 года, в национальной структуре населения русские составляли 94 % из 78 чел.

## Инфраструктура
Личное подсобное хозяйство.
Сельчанами хранится память о павших во время Великой Отечественной войны воинах; установлен обелиск на Братской могиле советских воинов.

## Транспорт
Село доступно автотранспортом. К селу подходит региональная автодорога 54 ОП РЗ 54К-171 «Черемошное — Студенок» и от неё отходит другая — 54 ОП РЗ 54К-172 «Черемошное -
Студенок» — Колычевский (Постановление Правительства Орловской области от 19.11.2015 N 501 «Об утверждении Перечня автомобильных дорог общего пользования регионального и
межмуниципального значения Орловской области»).